# Philodicus longipes
Philodicus longipes är en tvåvingeart som beskrevs av Ignaz Rudolph Schiner 1868. Philodicus longipes ingår i släktet Philodicus och familjen rovflugor. Inga underarter finns listade i Catalogue of Life.